# Metriona
Metriona là một chi bọ cánh cứng trong họ Chrysomelidae.
Chi này được miêu tả khoa học năm 1896 bởi Weise.

## Các loài
Chi này gồm các loài:
- Metriona elatior (Klug, 1829)